# Barco funerário

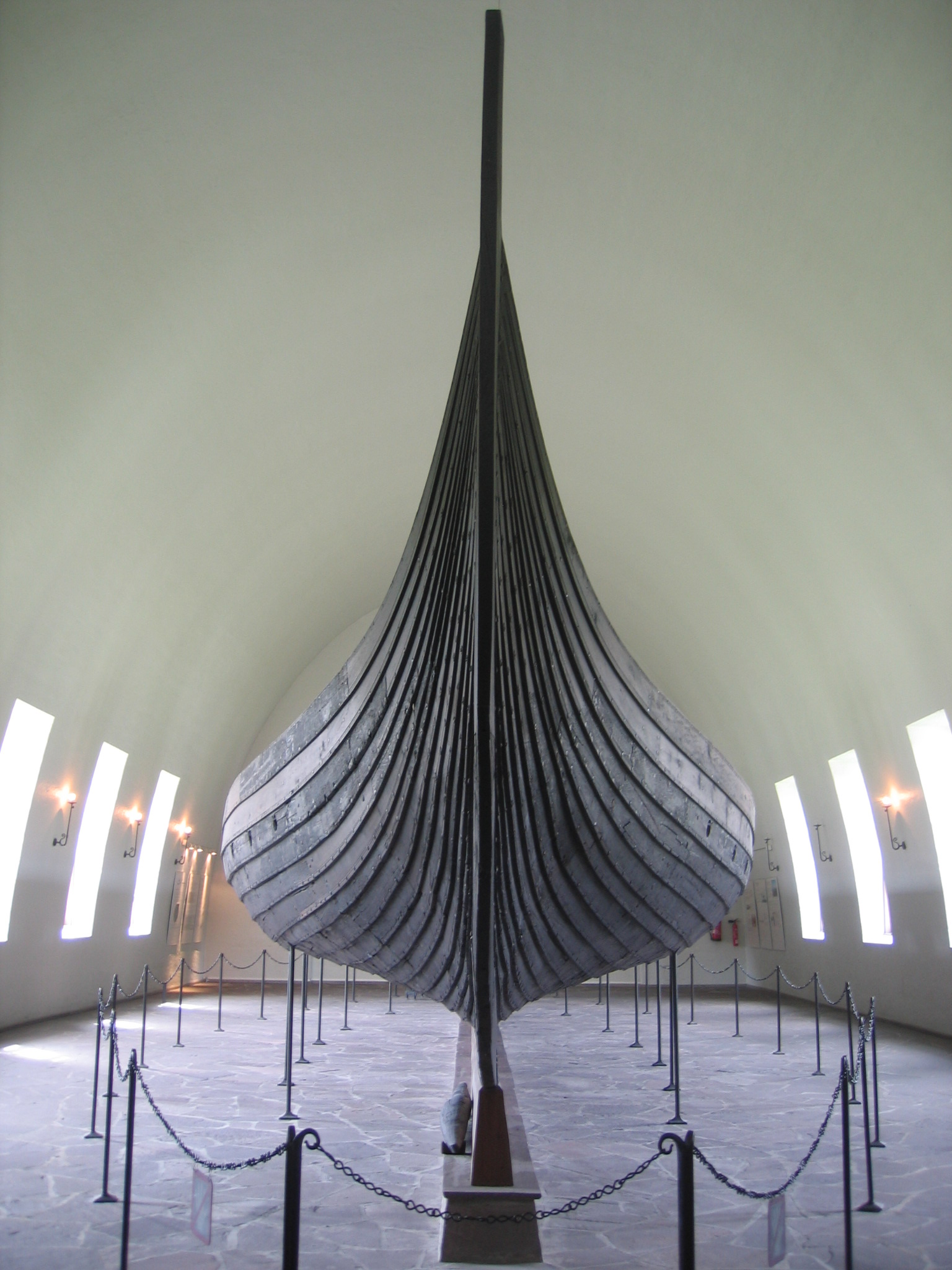
O barco de Gokstad, na Noruega

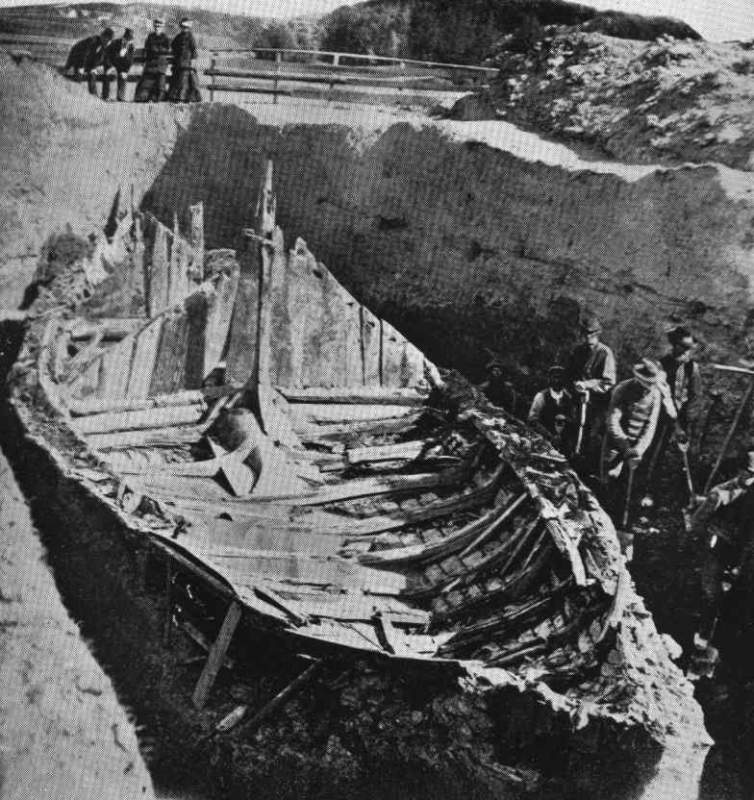
Escavação do barco de Gokstad

Um barco funerário (em norueguês e sueco: båtgrav) é um barco usado como túmulo, no qual está sepultado uma personagem importante, acompanhada de alguns dos seus bens. Este costume foi usado pelos povos germânicos, em especial pelos escandinavos durante a Idade do Ferro, particularmente na Era de Vendel e na Era Viquingue, do século VI ao XI.

## Alguns barcos funerários descobertos
- Barco de Oseberga (Osebergskipet) - perto de Tønsberg, na Noruega
- Barco de Gokstad (Gokstadskipet), na Noruega
- Sutton Hoo – perto de Suffolk, na Inglaterra
- Barco de Ladby (Ladbyskibet) - encontrado na ilha de Fyn, na Dinamarca
- Barcos de Vendel - encontrados em Vendel, na Suécia